# (78799) 2002 XW93
(78799) 2002 XW93 est un objet transneptunien faisant partie des centaures.

## Caractéristiques
2002 XW93 mesure environ 570 km de diamètre.

## Orbite
L'orbite de 2002 XW93 possède un demi-grand axe de 37,645 ua et une période orbitale d'environ 231 ans. Son périhélie l'amène à 28,354 ua du Soleil et son aphélie l'en éloigne de 46,936 ua.

## Découverte
2002 XW93 a été découvert le 10 décembre 2002.